# W. C. Fields
William Claude Dukenfield, mundialmente conocido como W. C. Fields (29 de enero de 1880-25 de diciembre de 1946), fue un comediante, malabarista y actor estadounidense.
Fields creó uno de los personajes cómicos más importantes de la primera mitad del siglo XX: un misántropo que odiaba a niños, perros y mujeres («aunque fueran el tipo equivocado de mujeres»), un egoísta ciego a sus propios fallos, e interesante borracho.
Esta caracterización que él mostraba en películas y radio era tan fuerte que generalmente se la identificaba con el propio actor. También los estudios de cine (Paramount y Universal) mantenían este estereotipo en sus departamentos de publicidad y en la biografía que escribió Robert Lewis Taylor en 1949, W. C. Fields, His Follies y Fortunes. Solo en 1973, cuando su nieto Ronald Fields publicó W. C. Fields by Himself (W. C. Fields por sí mismo), con cartas, fotos y notas personales del actor, se demostró que Fields estaba casado, que apoyó financieramente a su hijo y amaba a sus nietos.
Sin embargo había algo de verdad en su personaje misantrópico. La actriz Madge Evans —que apareció en muchas películas de los años treinta y más tarde se casó con el guionista Sidney Kingsley (ganador del Pulitzer)— le contó a un visitante en 1972 que su amigo Fields se sentía tan profundamente resentido con las intrusiones a su privacidad que provocaban los turistas curiosos que oteaban desde la vereda de su casa en Los Ángeles, que se escondía tras los arbustos y les disparaba a las piernas con una pistola de aire comprimido. Groucho Marx contó la misma historia en su disco en directo An Evening with Groucho.

## Biografía

### Primeros pasos
Nació como William Claude Dukenfield en Darby (Pensilvania).
Su padre, James Dukenfield, venía de una familia anglo-irlandesa y declaraba que eran descendientes de lord Dukinfield (de Cheshire, ahora Tameside) aunque nunca presentó ninguna prueba.

James Dukenfield llegó a EE. UU. en 1857 desde Ecclesall Bierlow, en Sheffield (South Yorkshire) con su padre John (que era fabricante de peines), su madre Ann y sus hijos. En el censo de 1860, James se identificó como panadero y en el censo 1870 como vendedor ambulante, trabajo en el que el joven William le asistiría.
Fields abandonó su hogar a los 11 años de edad (de acuerdo con la mayoría de las biografías y documentales) y empezó a trabajar en vodeviles. A los 21 viajaba presentando un acto de malabarismo (The Eccentric Juggler), y finalmente agregó comedia y chistes en su acto, convirtiéndose en un personaje conocido tanto en Norteamérica como en Europa. En 1906 hizo su debut en Broadway en la comedia musical The Ham Tree.
Los amigos de Fields lo conocían como Bill.
Edgar Bergen también le llamaba Bill en sus shows de radio.
En las películas en las que el personaje tenía un hijo, generalmente se llamaba "Claude", como su propio hijo.
En Inglaterra era presentado como "Wm. C. Fields", presumiblemente para evitar controversia debido a que "W. C." es una abreviación y eufemismo de Water Closet (inodoro o letrina), aunque se puede suponer que al prosaico Fields le divertía esa coincidencia.
Su uso público de las iniciales en vez de su primer nombre era una formalidad común en la época en que creció Fields.
El hecho de que "W. C. Fields" cupiera mejor en las marquesinas de los teatros que "W. Dukenfield" fue sin duda un factor que influyó en su selección de un nombre artístico.

### Matrimonio
Fields se casó con una compañera del vodevil, la corista Harriet Hattie Hughes, el 8 de abril de 1900.
Su hijo único, William Claude Fields Jr., nació el 28 de julio de 1904 y falleció el 16 de febrero de 1971.
Ya en esa época, Fields se encontraba lejos de Hattie, haciendo una gira por Inglaterra.
En 1907, W. C. y Hattie se separaron; ella lo presionaba para que dejara de viajar y se asentara en un trabajo respetable, pero él no estaba dispuesto a abandonar su manera de ganarse la vida.
Hasta su muerte, Fields se escribió con su exesposa y con su hijo, y les enviaba voluntariamente dinero para la manutención de ambos.

### Fields en la actuación
Fields comenzó siendo un «malabarista excéntrico» en el vodevil, y aparecía con el maquillaje de un tramposo: barba desaliñada y traje ruinoso, por ejemplo.

## Cine
Fields protagonizó un par de comedias cortas, filmadas en Nueva York en 1915: Pool sharks y His lordship's dilemma.
Su trabajo en el teatro le impidió hacer más cine hasta 1924.
Hizo una versión de su papel en Poppy en una adaptación para el cine mudo, retitulada Sally of the Sawdust (Sally, la hija del circo, 1925) y dirigida por el legendario D. W. Griffith.
En prácticamente todas sus películas mudas, Fields aparecía siempre con aspecto desaliñado y un bigote mal pegado al labio. Recién en su primera película sonora, Her Majesty Love, abandonó ese atuendo.

### Estrellato
Fields hizo cuatro personajes para el pionero de la comedia Mack Sennett en 1932 y 1933.
Durante ese periodo, Paramount Pictures empezó a presentar a Fields en comedias importantes, y para 1934 él se había vuelto una estrella de cine.
También colaboraba como guionista, bajo seudónimos inusuales como "Otis Criblecoblis" (que presenta una homofonía escondida con scribble (garabato, garabatear).
Otro, "Mahatma Kane Jeeves", es un chiste de Fields, donde representaba a un aristócrata que sale de su casa y dice: «My hat, my cane, Jeeves» (Por favor, Yibs: dame mi sombrero y mi bastón).
También usó varias veces el vulgar seudónimo "Charles Bogle".
En sus películas, representaba frecuentemente a un estafador, lleno de frases célebres, como esta gema de la película Mississippi:
«Mientras viajábamos por la cordillera de los Andes, perdimos nuestro sacacorchos (tirabuzón). ¡Por varios días tuvimos que vivir a comida y agua!».
A Fields le gustaban los nombres extraños, y varios de sus personajes son así:
- "Larson E. [que se pronuncia larceny (‘desvalijamiento’)] Whipsnade" (en You Can't Cheat an Honest Man);
- "Egbert Sousé" [pronunciado susé, pero igualmente sinónimo de ‘borracho’] (en The Bank Dick);
- "Ambrose Wolfinger" (en Man on the Flying Trapeze); y
- "The Great McGonigle" (en The Old-Fashioned Way).

### Fields y el alcohol
Los personajes de Fields frecuentemente eran amantes del alcohol y esta característica se convirtió en parte de la leyenda de Fields.
En sus días jóvenes como malabarista, Fields nunca bebía, ya que no quería disminuir su capacidad en el escenario.
Sin embargo, la soledad de sus constantes viajes empujaron a Fields a tener licor a mano para ofrecerle a sus compañeros de escenario, para poder invitarlos a su camerino a beber.
Así cultivó Fields su atracción por el alcohol.
Una notable cita respecto del alcohol: «El agua me da asco por las cosas que hacen los peces en ella»
Fields expresa sus sentimientos en Never Give a Sucker an Even Break: «Una vez me enamoré de una hermosa rubia, querida. Ella me empujó al alcohol. Es lo único por lo que le estoy agradecido».
En los estudios, mientras filmaba, Fields tenía siempre a mano un termo lleno de martinis, y se refería a él como su «limonada».
Un día un bromista le cambió el contenido del termo, y se lo llenó con verdadera limonada.
Al descubrir la broma, Fields chilló: «¿Quién le puso limonada a mi limonada!».
En 1936 Fields cayó gravemente enfermo debido a su alcoholismo.
Tuvo que parar de filmar hasta recuperarse. Hizo un último filme para Paramount: The Big Broadcast of 1938.
La personalidad agria del comediante mantuvo alejados a los productores, y Fields se encontró profesionalmente solo hasta que hizo su debut en la radio.

## Radio
En la época en que Fields estuvo inactivo, grabó un comercial de radio.
Su voz familiar, le hizo rápidamente popular en shows de radio.
Una de sus rutinas más cómicas era el intercambio de insultos que realizaba con el muñeco Charlie McCarthy (de Edgar Bergen) en The Chase y Sanborn Hour.
Fields se burlaba de Charlie por ser de madera:
- FIELDS: Dime, Charles, ¿es verdad que tu padre era una mesa de alas abatibles?
- McCARTHY: Si fuera así, ¡entonces tu padre se encontraba debajo de ella...!

Charlie se la devolvía a Fields en relación con su alcoholismo:
- McCARTHY: ¿Es verdad, Sr. Fields, que una vez que usted estuvo de pie en la esquina de Hollywood y Vine, 43 autos estuvieron frenados esperando que su nariz se pusiera verde?

## Vuelta al cine
La nueva popularidad de Fields le ganó un contrato con Universal Pictures en 1939.
Su primera película con Universal, You Can't Cheat an Honest Man (No podrás engañar a un hombre honesto), presentó la ahora famosa rivalidad entre Fields y McCarthy.
En 1940 Fields hizo My Little Chickadee con Mae West, y también The Bank Dick, quizá su filme más famoso (en el que le pregunta al barman Shemp Howard:

—¿Anoche yo estuve aquí y gasté un billete de 20 dólares?

—¡Efectivamente!

—Uff, me quita un peso de encima: ¡creí que lo había perdido!
Fields frecuentemente peleaba con los productores, directores y guionistas del estudio acerca del contenido de sus filmes.
Estaba determinado a hacer una película a su manera, con su propio guion y producción y con su propia elección de actores de reparto.
Finalmente Universal le dio la oportunidad de hacerlo.
La película resultante, Never Give a Sucker an Even Break (de 1941) es una obra maestra de humor absurdo, en la que Fields aparece como él mismo, "The Great Man" (el grandioso).
La estrella cantante de Universal, Gloria Jean es la deuteragonista Fields, y sus antiguos amigos Leon Errol y Franklin Pangborn actúan como sus laderos.
Pero el filme que Fields presentó era tan sin sentido, que Universal recortó, reeditó y refilmó muchas partes y echó a Fields. Sucker sería su última película.

## Los años finales
Fields ocasionalmente invitaba a personalidades a su casa. Anthony Quinn y su esposa Katherine DeMille (hija del famoso director de Hollywood Cecil B. DeMille) vivían al lado y una tarde se convirtió en pesadilla cuando el hijo de dos años de los Quinn, Christopher, se ahogó en el estanque de lirios de Fields. Fields fue duramente golpeado por este incidente, y reflexionó sobre ello durante meses.

Generalmente, Fields fraternizaba con otros  actores, directores, y escritores que compartían su afecto por la buena compañía y el buen licor. John Barrymore, Gregory La Cava, y Gene Fowler fueron de sus más cercanos.
En 1940, cuando se acercaban las elecciones presidenciales, Fields empezó a acariciar la idea de satirizar las campañas políticas. Escribió al candidato Henry Wallace, con la idea de extraer material cómico de los discursos de Wallace. Pero cuando este le respondió con una carta personal y cálida, el comediante decidió no burlarse de él. En vez de eso, Fields escribió un libro llamado Fields for President (Fields presidente), un ensayo humorístico al estilo de una campaña política. La editora de Dodd, Mead and Company lo publicó en 1940 pero se negó a hacer una segunda edición. El libro no se vendió muy bien, debido principalmente a que los lectores no sabían si Fields estaba hablando en serio y realmente se quería postular para presidente. Dodd, Mead and Company lo volvió a publicar en 1971, cuando Fields ya era visto como una personalidad en contra del estáblishment. La edición de 1940 presentaba ilustraciones de Otto Soglow; la reimpresión de 1971 estaba ilustrada con fotografías de Fields.
Fields vio el declive de su carrera fílmica en los años 1940. Su enfermedad lo confinó a ser estrella invitada o realizar apariciones especiales en filmes  de otras estrellas. Una extensa secuencia de la película de 20th Century Fox's Tales of Manhattan (1942) fue cortada de la realización original del film; fue posteriormente incluida para algunas ediciones en video doméstico.
Interpretó su famosa rutina de la mesa de billar una vez más ante la cámara, para  Follow the Boys, una película llena de estrellas para entretenimiento de las fuerzas armadas (a pesar de que la película era para causas benéficas se le pagaron $15,000 por su aparición en el film, aunque nunca fue capaz de actuar para las fuerzas armadas debido a su estado). En Song Of The Open Road (1944) Fields realizó malabarismos por algunos momentos recordando su rutina "this used to be my racket". Su última revista musical en una película Sensations of 1945, fue realizada a fines de 1944.
Ocasionalmente también se presentó en radio hasta incluso 1946 (el año de su muerte), frecuentemente con Edgar Bergen, y antes de su deceso, ese mismo año grabó un álbum hablado, donde presenta su cómica Temperance Lecture (conferencia sobre la temperancia) y The Day I Drank A Glass Of Water (el día que bebí un vaso de agua). Fields estaba demasiado enfermo como para ir al estudio de grabación, por lo que Les Paul le llevó los equipos a su casa. La visión de Fields estaba tan deteriorada que leía su guion con tarjetas de letra de imprenta muy grande. Esa fue la última presentación de W. C. Fields y —a pesar de su frágil salud— una de las más bellas.
En 1946 Fields sufrió una gravísima hemorragia estomacal.
Pasó sus últimas semanas en el hospital. Un amigo pasó a visitarlo y lo sorprendió leyendo la Biblia.
Cuando le preguntó por qué la leía si era ateo, Fields respondió: «Estoy buscando coartadas».
Como una ironía final, W. C. Fields murió un festivo que decía despreciar: Navidad.
Como se documenta en W. C. Fields and Me (W. C. Fields y yo, publicada en 1971, el libro se adaptó como la película del mismo nombre, protagonizada por Rod Steiger), Fields falleció en el sanatorio Las Encinas, en Pasadena (California), un hospital tipo búngalo.
Mientras estaba moribundo, Carlotta Monti, su pareja sentimental desde hacía años, salió y apuntó una manguera al techo, para que Fields oyera por última vez su sonido favorito de la lluvia cayendo en el techo.
De acuerdo con el documental W. C. Fields Straight Up, su muerte ocurrió de esta manera: le sonrió y guiñó el ojo a una enfermera, se puso un dedo sobre los labios y falleció. Fields tenía 66 años y había sido paciente durante 14 meses.
Fue enterrado en el Forest Lawn Memorial Park Cemetery, en Glendale (California).

## Caricaturas
Fields, con su nariz bulbosa (producto de la rosácea), su cuerpo obeso y su voz chillona y nasal, ha sido caricaturizado frecuentemente:
- Varios dibujos animados contemporáneos contienen caracterizaciones de Fields.[7]
- La tira cómica The Wizard of Id presenta un abogado llamado "Larsen E. Pettifogger", una obvia parodia del personaje "Larsen E. Whipsnade" que Fields creó para You Can't Cheat an Honest Man.
- El controversial "Frito Bandito" de Frito-Lay a fines de los años sesenta tuvo que ser retirado a favor de un sosías de Fields llamado "W. C. Fritos".
- Además del comercial de "W. C. Fritos", Fields fue imitado y caricaturizado en muchos dibujos animados y comerciales de televisión, desde los cortos de Looney Tunes hasta un comercial de Cocoa Puffs (en el cual Sonny se disfraza como W. C.).
- Benny Hill imitaba a Fields en sketches y números musicales en su The Benny Hill Show.

## Fields en la cultura popular
- El cantante Jimmy Buffett menciona frecuentemente que él nació el día que murió Fields, incluso en el librito de su CD Christmas Island.
- En la película Die Hard, el personaje John McClane (interpretado por Bruce Willis) atrapado en el Nakatomi Plaza, dice que él «más bien debería estar en Filadelphia».
- Aparece en la tapa del disco de The Beatles Sgt. Pepper's Lonely Hearts Club Band (de 1967).
- En el show de Bill Cosby (1973) aparece Groucho Marx, con 83 años, en su última aparición en un programa de variedades televisivo, y allí Cosby le pregunta[8] «¿dónde situaría usted [en el escalafón de los cómicos] a W. C. Fields?», a lo que Groucho respondió: «Yo nunca hablo mal de los muertos. Excepto en su caso» [refiriéndose al propio Bill Cosby].
- En la película The Rocketeer (1991), cuya acción transcurre en 1938, Bob Leeman hace el papel de W. C. Fields.
- En la novela En el camino de Jack Kerouac se lo menciona varias veces.
- En la película Manhattan1979 de Woody Allen escena en la que están en la cama Isaac y Traicy Mariel Hemingway Isaac (Woody Allen) vuelve a nombrarlo cuando habla de Traicy.
- En el episodio Toda una experiencia, de la serie Chicago fire, se hace una broma comparando al recién nacido bebé de Christopher Hermann con W. C. Fields

## Filmografía
- 1924: Janice Meredith
- 1925: Sally, la hija del circo (Sally of the Sawdust)
- 1925: That Royle Girl
- 1926: It's the Old Army Game
- 1926: So's Your Old Man
- 1927: The Potters
- 1927: Running Wild
- 1927: Two Flaming Youths
- 1928: Tillie's Punctured Romance
- 1928: Fools for Luck
- 1931: Her Majesty, Love
- 1932: Million Dollar Legs
- 1932: If I Had a Million
- 1933: International House
- 1933: Tillie y Gus
- 1933: Alicia en el país de las maravillas
- 1934: Six of a Kind
- 1934: You're Telling Me!
- 1934: The Old Fashioned Way
- 1934: Mrs. Wiggs of the Cabbage Patch
- 1934: It's a Gift
- 1935: David Copperfield
- 1935: Mississippi
- 1935: Man on the Flying Trapeze
- 1936: Poppy
- 1938: The Big Broadcast of 1938
- 1939: You Can't Cheat an Honest Man
- 1940: My Little Chickadee
- 1940: The Bank Dick
- 1941: Never Give a Sucker an Even Break
- 1942: Tales of Manhattan (se le borraron escenas, que se recuperaron para videos hogareños)
- 1944: Follow the Boys
- 1944: Song of the Open Road
- 1944: Sensations of 1945

### Cortos
- 1915: Pool Sharks
- 1915: His Lordship's Dilemma
- 1927: A Trip Through the Paramount Studio
- 1930: The Golf Specialist
- 1932: The Dentist
- 1933: The Fatal Glass of Beer
- 1933: Hollywood on Parade No. A-9
- 1933: The Pharmacist
- 1933: How to Break 90 #3: Hip Action (invitado en una lección de golf de Bobby Jones)
- 1933: The Barber Shop
- 1943: Show Business at War